# 马尔热斯
马尔热斯（法語：Margès，法語發音：[maʁʒɛs]）是法国德龙省的一个市镇，属于瓦朗斯区。

## 地理
马尔热斯（45°8'49"N, 5°2'9"E）面积9.79 平方千米，位于法国奥弗涅-罗讷-阿尔卑斯大区德龙省，该省份为法国东南部内陆省份，北起顺时针与伊泽尔省、上阿尔卑斯省、上普罗旺斯阿尔卑斯省、沃克吕兹省和阿尔代什省接壤。
与马尔热斯接壤的市镇（或旧市镇、城区）包括：阿尔泰莫奈、埃尔巴斯河畔沙尔姆、克雷波勒、佩兰、埃尔巴斯河畔圣多纳。

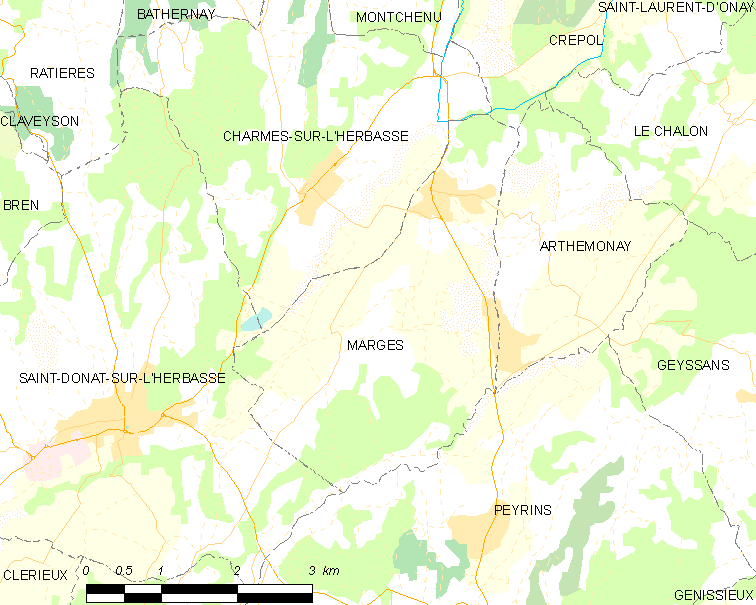
马尔热斯的OSM定位图

马尔热斯的时区为UTC+01:00、UTC+02:00（夏令时）。

## 行政
马尔热斯的邮政编码为26260，INSEE市镇编码为26174。

## 政治
马尔热斯所属的省级选区为丘陵德龙县。

## 人口

1962-2008年间马尔热斯人口变化图示

马尔热斯于2022年1月1日时的人口数量为1076人。